# Legaat Vrouwe Vigelius
Het Legaat Vrouwe Vigelius, ook bekend als Vrouwe Vigeliusprijs of Fonds Vigelius-Varkevisser, was een Nederlandse kunstprijs vanuit de Academie van Beeldende Kunsten in Den Haag. Vrouwe Vigelius heeft het legaat bedoeld "tot aanmoediging van de beeldende kunsten".

## Achtergrond
Naamgever van het legaat en de daaraan verbonden prijs was de weduwe Vigelius: Jacoba Nicoletta Adriana Varkevisser (Rotterdam, 01-12-1826 – Den Haag, 24-09-1901). Zij was het zesde kind van in totaal acht van Gerrit Reijnsz Varkevisser en Jacoba Nicoletta Adriana Schermers.
Zij trouwde in 1850 met kunstschilder Pieter Marinus van de Laar (Batavia, 19 oktober 1824 - 1862). Het huwelijk met Van de Laar bleef kinderloos. Na het overlijden van Van der Laar trouwde zij in 1864 met apotheker Johan Conrad Theodor Vigelius (Den Haag, 14 februari 1824 - Den Haag, 20 april 1888).
Vigelius was net als Jacoba Varkevisser weduwnaar; hij was eerder gehuwd met Catharina Maria van Essen (Amsterdam, 11 mei 1821 - Den Haag, 14 mei 1861). Vigelius kreeg met Van Essen zes kinderen, van wie er vier jong overleden. Een dochter, geboren in 1851, Anna Maria Margaretha en een zoon, geboren in 1855, Johannes Wilhelmus, groeiden op tot volwassenen.
Vigelius stamde uit een geslacht van apothekers. Vlak voor zijn huwelijk met Jacoba kocht hij een apotheek met woonhuis aan de Dennenweg in Den Haag. In 1878 brak hij die apotheek en omliggende panden af en liet hij er nieuwbouw ontwerpen door architect P.Th.W. Mouton. Vigelius wilde graag dat zijn zoon Johannes Wilhelmus hem als apotheker zou opvolgen, maar deze koos een andere richting. Johannes Wilhelmus overleed kort na zijn vader, op 3 december 1888. De dochter van Vigelius, Anna Maria Margaretha, trouwde met Cornelis Johannes Kikkert, maar overleed jong, in 1890. Dit echtpaar had een zoon, die zijn achternaam veranderde in Conrad Kickert (1882-1965) die kunstenaar werd.
Na het overlijden van haar man verkocht Jacoba Varkevisser de apotheek aan de Denneweg aan een andere apotheker, Frederik Wilhelm Neuhaus.
Weduwe Vigelius, die ook wel Vrouwe Vigelius werd genoemd, liet bij haar overlijden een legaat van 18.000 gulden na aan de gemeente Den Haag, waarvan de rente, destijds een bedrag van ƒ 462,50, diende te worden gebruikt voor stimulering van de beeldende kunsten, met name de schilderkunst. Het beheer ervan, en het uitschrijven van de prijsvragen, kwam in handen van de Haagse academie. De academie was daar wel toe genegen, omdat het in het belang was van de beeldende kunsten en bovendien omdat het een aanmoediging was voor de leerlingen.
Voor het bepalen van de winnaars van de prijs werd een jury ingesteld. In 1905 werden voor de eerste keer prijzen toegekend.
Na verloop van tijd werden verschillende legaten, waaronder het legaat Vrouwe Vigelius, samengevoegd en ondergebracht bij een stichting, de Stichting tot Steun van de Koninklijke Academie van Beeldende Kunsten. Deze stichting stelt in 2019 elk jaar een bedrag beschikbaar voor prijzen die worden uitgereikt aan studenten die aan verschillende afdelingen afstuderen, zowel als bachelor als aan master. Deze prijzen worden aangeduid als de KABK-Academieprijs. Ook deze prijzen worden uitgereikt door een jury.

## Prijsuitreikingen
Volgens een bericht uit 1929 werd de prijs elke drie jaar uitgereikt in verschillende categorieën:
- het strengst geteekend levensgroot pleisterbeeld
- het best geschilderd levensgroot naakt
- het best samengestelde schilderij uit de Grieksche, Romeinsche of Bijbelsche geschiedenis
- het schoonste schilderij op historisch terrein

In 1923 werd de prijs tevens uitgereikt voor:
- Het schoonste schilderij, uitmuntende door verhevenheid van onderwerp, van dichterlijke opvatting, bijvoorbeeld uit de Openbaring, Grieksche of Duitsche dichters, hetzij uit de vaderlandsche geschiedenis.[13]

De prijsuitreiking werd niet beperkt tot leerlingen van de academie in Den Haag, maar stond onder andere volgens de oproep in 1928 open voor iedere Nederlander.

## Winnaars
De prijswinnaars hieronder zijn gerangschikt naar jaartal, waarin zij volgens de bronnen de prijs ontvingen.
- 1905: P. Alma, Mej. A. Beerenberg, W. van Dort wz.[16]
- 1908: David Bautz, Pieter de Zwart, Maarten Jungmann[17]
- 1911: Dirk Schäfer[18], Jan Wittenberg[19], SA van Oostveen[20], Cornelis Jan Mension[21][22]
- 1914: H. Meyer[2]
- 1916: Johannes Hendrik Eduard Schilling[23]
- 1920: Robert Ives Browne[24]
- 1923: A. Lüske, W. Hofker, C.H. Kersenboom, Willem van den Berg, Roelf Gerbrands[25], Joep Nicolas[26]
- 1926: Hermanus Ellen Mees,[27] Loki (Karel Lodewijk) Bruckman[28][29], Gerardus Hordijk[30]
- 1929: Frederik Willem Frits Verdonk[31][32], Cuno van den Steene[33]
- 1932: Hubert Bekman, Sierk Schröder[34], Aart Glansdorp
- 1935: Jeroen Voskuyl[35], Arnold Smith[36]
- 1938: Johan Hendrik van Ieperen[37]
- 1941: Freerik Los, Johan Henderk van leperen. Juryleden waren dat jaar R. S. Bakels, Leo Gestel, W. A. van Konijnenburg, Jan Sluyters en Mathieu Wiegman.[38]
- 1944: Harry op de Laak[39]
- 1946: Jentsje Popma[40]
- 1947: Johan Hendrik van Ieperen[37]
- 1948: Louis Bouwmeester[41]
- 1950:
- 1953: Karla Wenckebach, Hans Engelman[42]
- 1956: Jos van den Berg[43]
- 1960: Henk Meijer (1884-1970)
- 1982: René de Jong[44]
- datum onbekend: Alberta Smetz[45], Freerk Los (rond 1943)[41], Bob Buys[46]